# カナックス (東京都千代田区の企業)
株式会社カナックスは、東京都港区西新橋に本社を置く、造船資材等を主に扱う日本の商社。新来島どっくグループに属している。

## 沿革
- 1987年6月 - 株式会社鼎商事（本店:愛媛県越智郡大西町九王甲2135番地1）を設立。
- 1988年2月 - 本店を愛媛県松山市問屋町5番8号に移転。
- 1989年9月 - 資本金を7,000万円に増資。
- 1992年3月 - 資本金2億2,500万円に増資。
- 1997年6月 - 東京営業所を東京本社、大阪営業所を阪神営業所に名称変更。
- 1998年
  - 6月 - 東京本社を東京都中央区京橋3丁目1番1号に移転。
  - 7月 - 「株式会社カナックス」に商号変更。
- 2007年4月 - 東京本社を東京都千代田区丸の内1丁目7番12号　サピアタワー13階に移転。
- 2013年10月 - 本店を東京都千代田区丸の内1丁目7番12号に移転。
- 2017年8月 - シンガポール支店を開設。
- 2021年
  - 6月 - 本店を愛媛県今治市大町新町甲945番地に移転。
  - 12月 - 東京本社を東京都港区西新橋1丁目6番15号 NS虎ノ門ビル4階に移転。

## 主要事業所
- 東京本社： 東京都港区西新橋1丁目6番15号 NS虎ノ門ビル4階
- 大西営業所： 愛媛県今治市大西町新町甲945番地 生産設計棟2F（登記上の本店。1988年以降は松山市、2013年以降は東京都千代田区に登記していたが、2021年に大西町に戻している）
- 阪神営業所： 大阪府大阪市北区堂島2丁目2番2号 近鉄堂島ビル16階
- 松山営業所： 愛媛県松山市姫原3丁目5番11号

## 関連会社
- 株式会社ケイ・アイサービス
- 株式会社ケイ・エヌ・マリタイム